# Vigia (Marvel Comics)
Os Vigias são uma raça fictícia surgida nas histórias em quadrinhos publicadas pela Marvel Comics. Criados em 1963 por Stan Lee e Jack Kirby, sua primeira aparição foi na revista Fantastic Four #13. A missão da raça é observar e registrar os eventos que ocorrem no universo, sem jamais interferir.

## Uatu
O Vigia da Terra e suas redondezas é Uatu, que apesar do juramento de sua raça de nunca interceder nos eventos que observa, constantemente ajudou os heróis, em especial o Quarteto Fantástico. Na sua primeira aparição, Uatu ajuda o grupo na luta contra o Fantasma Vermelho, e segue quebrando seu juramento diversas vezes em aparições subsequentes. Em Captain Marvel #37, após atacar o Capitão Marvel, Uatu foi julgado por sua própria espécie, e promete nunca mais interferir em questões de outras raças.
O personagem ganhou popularidade a ponto de se tornar o narrador da série What If…? (intitulada no Brasil como: "O que aconteceria se..."), onde Uatu conta aos leitores as histórias do que aconteceria se enredos importantes tomassem rumos diferentes. Na minissérie Pecado Original, lançada em 2014, Uatu foi assassinado.

## Em outras mídias

### Universo Cinematográfico Marvel
- Os Vigias aparecem nas cenas pós créditos de Guardiões da Galáxia Vol. 2 junto com Stan Lee.[4]